# Carlson Buttress
Carlson Buttress ist ein 1800 m (nach Angaben des UK Antarctic Place-Names Committee 1750 m) hoher Felssporn im westantarktischen Queen Elizabeth Land. Im Dufek-Massiv der Pensacola Mountains ragt er nordwestlich des Worcester Summit auf der Nordseite des Jaeger Table auf.
Das Advisory Committee on Antarctic Names benannte die Formation 1979 nach Christine Carlson, Geologin des United States Geological Survey, die im antarktischen Sommer zwischen 1976 und 1977 im Gebiet des Duffek-Massivs tätig war.